# Мирза Мухаммед Али-хан Ала ус-Салтане
Мирза Мухаммед Али-хан Ала ус-Салтане слу́шайтео файле(перс. محمدعلی علاءالسلطنه‎; род. 1 апреля, 1829 — 2 сентября 1936) — премьер-министр (визирь) Ирана при Султан Ахмад-шахе, государственный деятель.

## Биография
Мирза Мухаммед Али-хан родился в 1829 году в городе Багдад в семье Мирза Ибрагим-хан Хойи (?-1858). Его отец занимал высокие правительственные посты при Каджарах, включая пост посла в Багдаде. Будучи ещё ребёнком, Мирза Мухаммед Али-хан отправился вместе с родителями в Каир. Правительство шаха назначило Мирза Ибрагим-хана дипломатическим представителем в Египте. В Каире Мирза Мухаммед Али-хан получил своё первичное начальное образование во медресе.
С 3 декабря 1859 года по 15 июля 1870 года — посол Персии в Индии.
Мирза Мухаммед Али-хан 12 сентября 1870 года назначается заместителем губернатора Гиляна.
В следующие четыре года он работал в персидских дипломатических представительствах в Тифлисе.
С 3 декабря 1889 года по 15 июля 1899 года — посол Персии в Великобритании.
В 1908 году в Тебризе началось восстание против власти шаха.